# Euphorbia stellispina
Euphorbia stellispina är en törelväxtart som beskrevs av Adrian Hardy Haworth. Euphorbia stellispina ingår i släktet törlar, och familjen törelväxter. Inga underarter finns listade i Catalogue of Life.

## Bildgalleri

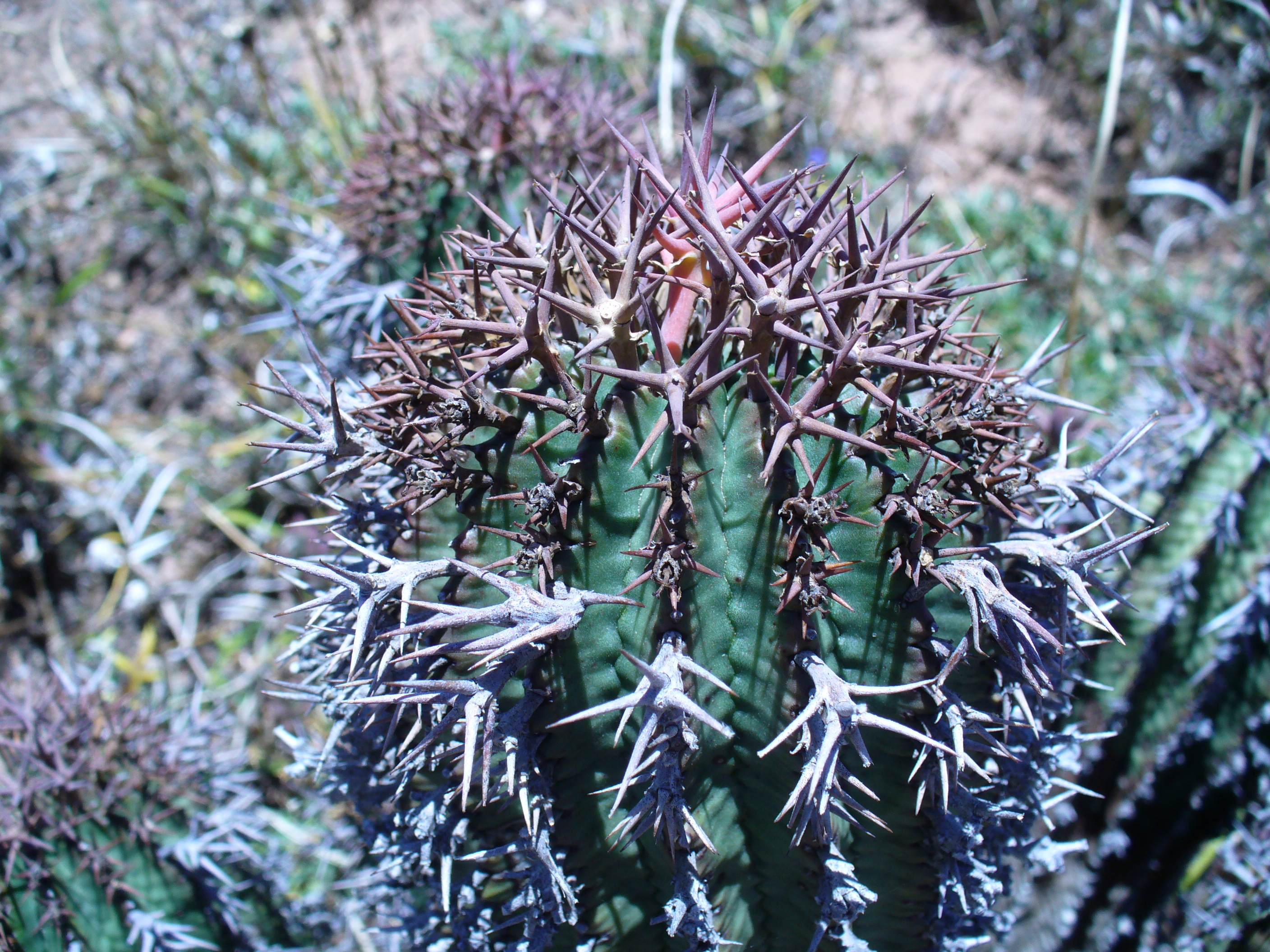
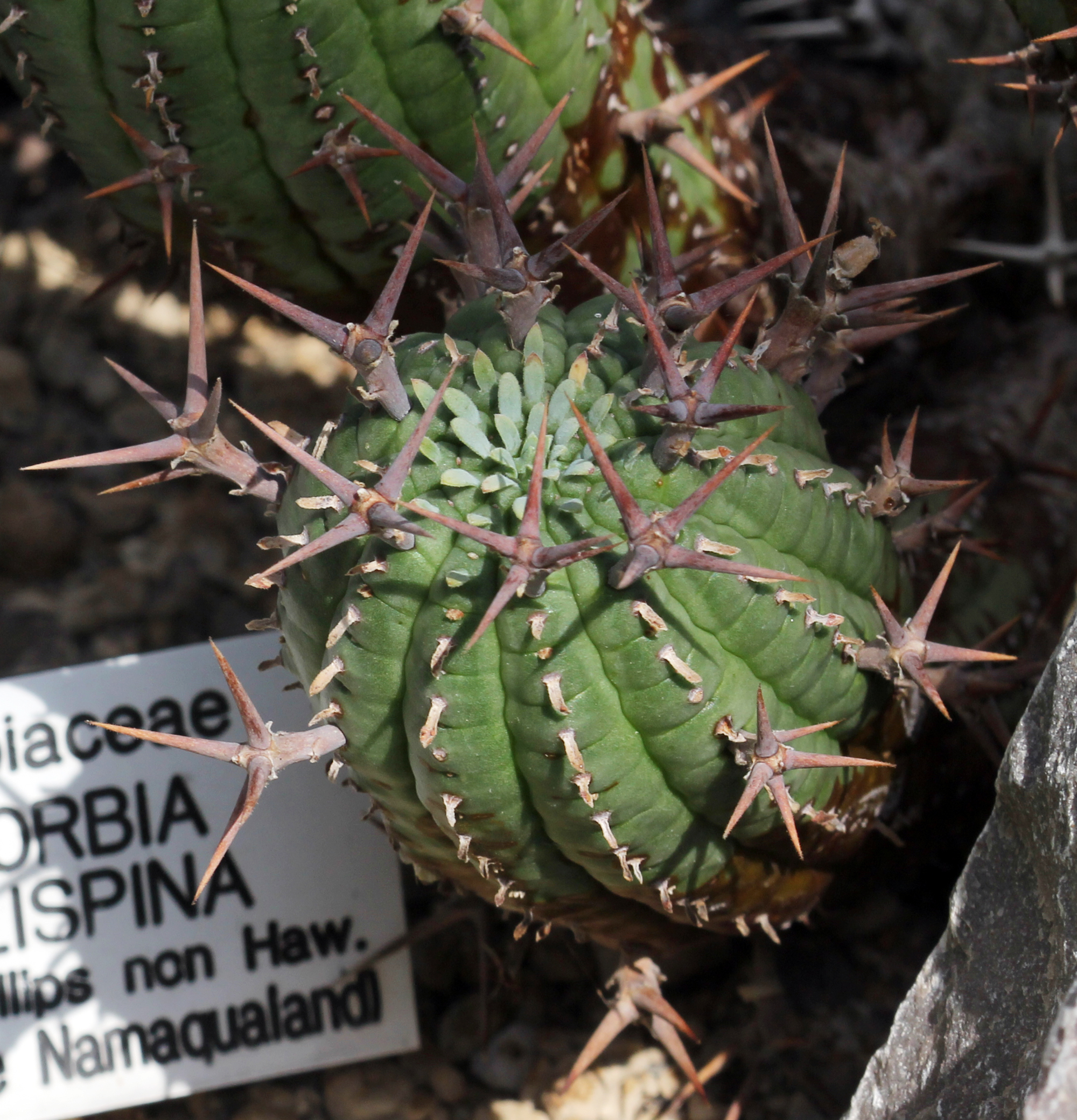
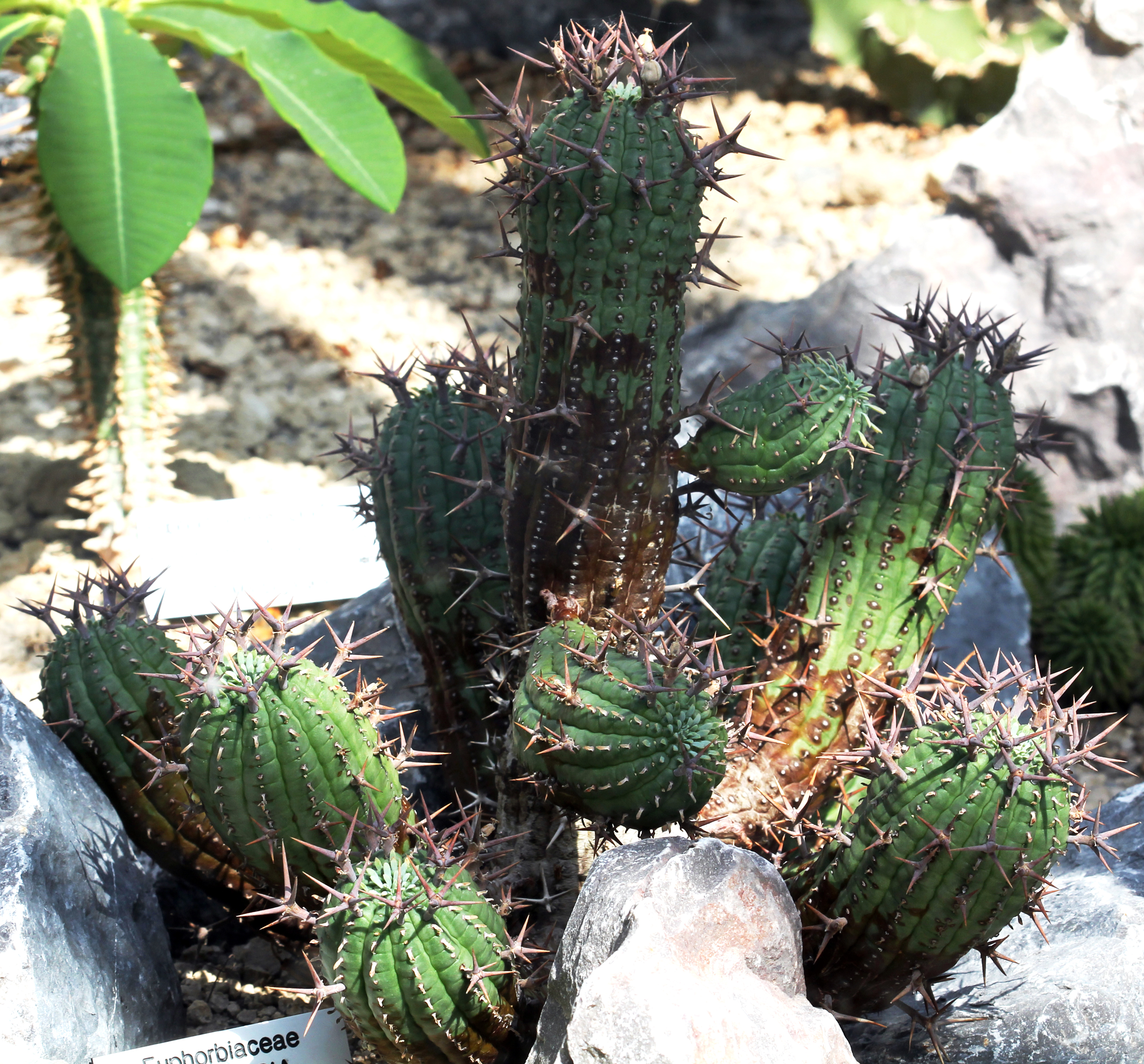
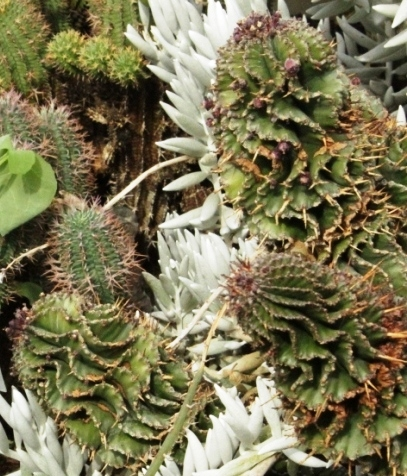